# 卡斯伯·尼爾森
卡斯伯·尼爾森（丹麥語：Casper Nielsen，1994年4月29日—）是丹麥的一位足球運動員。現效力於比利時甲組聯賽A球隊布魯日，在場上的位置是中場。他在2009年簽訂了自己的首份職業球員合同。
他也代表丹麥U21國家隊參賽並參加了2017年歐洲U21足球錦標賽。

## 外部連結
- Casper Nielsen （页面存档备份，存于） on DBU
- Casper Nielsen on Esbjerg fB
- 足球数据库：卡斯伯·尼爾森的球员统计数据
- Soccerway資料庫：卡斯伯·尼爾森